# NATOベルト

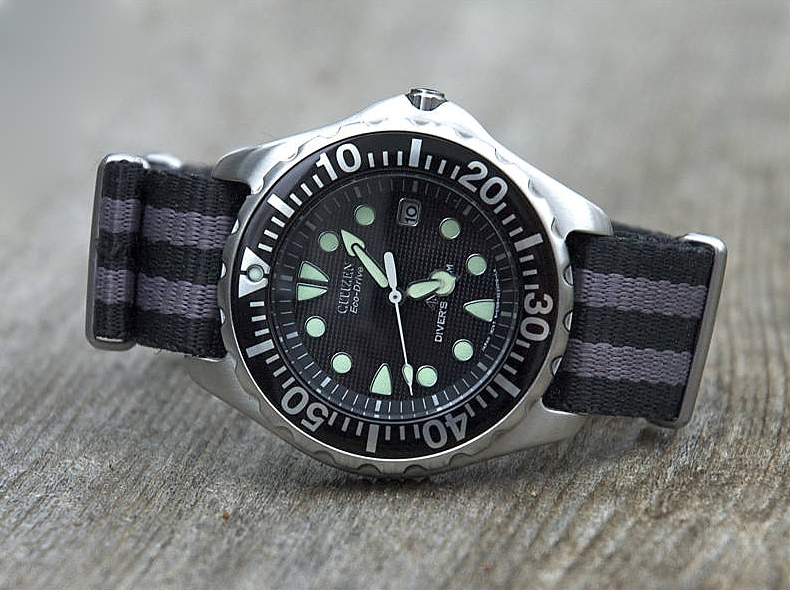
NATOベルトを付けた腕時計の例。

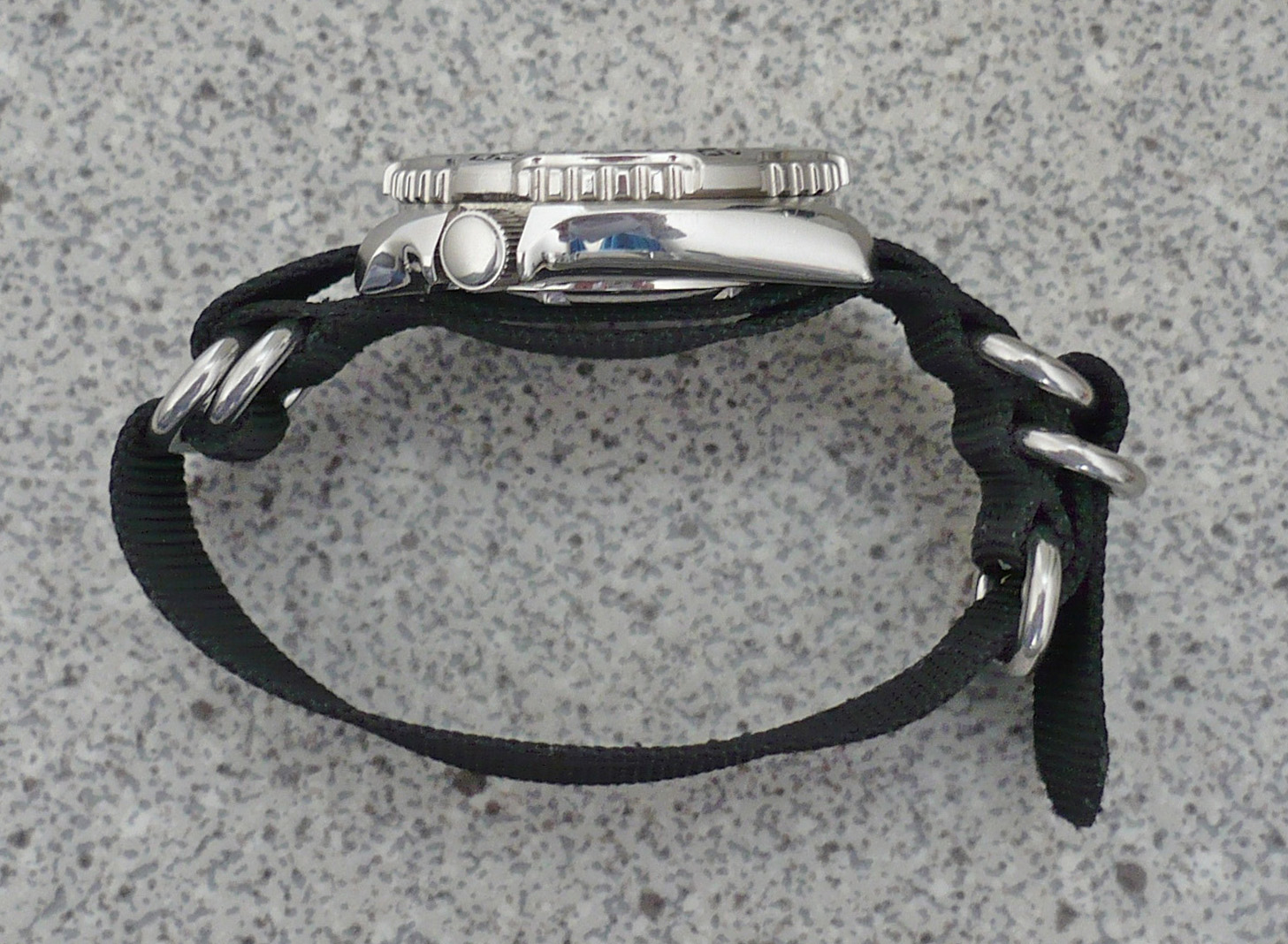
横から見たところ。金具や二重のベルトが特徴

NATOベルト（ナトーベルト、NATOストラップ）は、もともと英国国防省（MOD）が戦時用に開発した腕時計用のベルト。ナイロンや木綿,皮革でできており、金属が利用者の肌に触れるのを防ぎ、安定した着け心地を提供する。耐久性のあるベルト (服飾)は湿気が肌に浸透するのを防ぎ、腕時計のバネ棒の1つが外れた場合でも時計を手首に固定し、落下するのを防ぐ。また、時計ケースのバネ棒をスライドさせて適切なノッチにスライドさせ、折り返して余分なストラップを固定するとともに、ベルトのメイン部分からはみ出さないようにするようにして装着する、ワンピース形式のベルトである。

## 歴史
1973年、英国国防省は、軍用調達品のカタログに「腕時計用ストラップ」という名前の新しいアイテムを追加。これらの腕時計のベルトは、色が「アドミラルティグレー」、幅が20mmに分類され、クロムメッキの真ちゅう製のバックルが装備されていた。ベルトは2枚のナイロン生地で構成されており、手首を包む長い部分と、時計ケースの後ろでループしてケースがベルトの上下に動かないようにする短い部分となっている。これらの「MODウォッチベルト」は、発注するために記入する必要があったG10フォームに関連し、最終的に「G10ストラップ」と呼ばれた。NATOの指定は、ストラップに割り当てられた13桁の在庫「NATOストック番号」（NSN）を参照して行われた。それ以来、G10 NATOストラップは世界中の時計ファンの間で人気を博すようになった。 

## 一般への普及
NATOベルトが一般的に人気を博したのは、映画『007シリーズ』の主人公であるジェームズ・ボンドが着用する時計において、アクセサリーを付けた際に強度を高める目的で使用されたことに起因する。映画で使用されているNATOベルトの人気に続き、オメガでは時計コレクションでベルトの限定版をリリースするなどし、定番となった。
NATOベルトは比較的安価であることが知られている。ほとんどのベルトはナイロンとステンレス鋼の留め具でできており、時計本体を通して利用する。 掃除が簡単であり、日常的に利用することができる。また、さまざまな時計のデザインやサイズに対応するために、NATOベルトについてもさまざまなサイズ、長さ、デザインがラインナップされ、利用できる。なお、深海ダイバーやウォータースポーツでも使用されている。 